# Kamienica przy ulicy św. Mikołaja 41 we Wrocławiu
Kamienica przy ulicy św. Mikołaja 41 – zabytkowa kamienica o średniowiecznym rodowodzie znajdująca się przy ul. św. Mikołaja 41 we Wrocławiu.

## Historia kamienicy

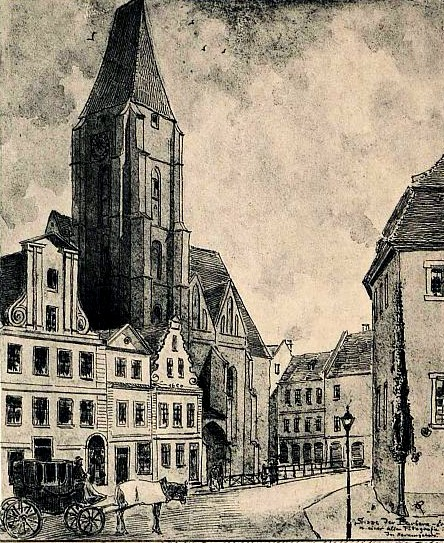
Grafika Otto F. Probsta z 1898 roku przedstawiająca kamienice 40, 41 i 42 przed ich przebudową

Kamienica wraz z trzema innymi przyległymi kamienicami została wzniesiona w okresie średniowiecza (pod koniec XIV wieku), a jej działka znajduje się pomiędzy dawnym pierwszym i drugim pasem umocnień w pobliżu Bramy Mikołajskiej. 
Kamienica nr 41 jest wzniesiona na działce klinowo zwężającej się w głąb. W 1873 roku kamienica została przebudowana. Do trzeciej kondygnacji dodana została czwarta na rzecz trójkątnego szczytu. Obecnie jest to budynek o eklektycznej formie, czterokondygnacyjny i trzytraktowy. Każda kondygnacja jest oddzielona od siebie gzymsem. Budynek pokrywa płaski dach.